# Butler, Australien
Butler är en förstad till Perth i Australien. Den ligger i kommunen Wanneroo och delstaten Western Australia, omkring 37 kilometer nordväst om delstatshuvudstaden Perth. Antalet invånare är 9 653.
Runt Butler är det ganska glesbefolkat, med 34 invånare per kvadratkilometer.. Närmaste större samhälle är Wanneroo, omkring 15 kilometer sydost om Butler. 
Trakten runt Butler består till största delen av jordbruksmark. Genomsnittlig årsnederbörd är 820 millimeter. Den regnigaste månaden är juli, med i genomsnitt 142 mm nederbörd, och den torraste är januari, med 11 mm nederbörd.